# Fölsen
Fölsen ist ein Stadtteil von Willebadessen im Kreis Höxter, Nordrhein-Westfalen.

## Geschichte
Fölsen gehörte seit seiner erstmaligen urkundlichen Erwähnung 1215 („Voltessen“) zur weltlichen Herrschaft des deutschen Bistums Paderborn, ursprünglich im Herzogtum Sachsen. Schon früh war Fölsen eine Pfarre. Es war zunächst Sitz eines Grafen Erpo. Später wechselte das Besitztum, so war 1391 Ritter Gerhard von Spiegel Eigentümer des Dorfes. Grundbesitzer war das Domkapitel Paderborn. Ab dem 14. Jahrhundert bildete sich das Territorium Hochstift Paderborn im Heiligen Römischen Reich, das ab dem 16. Jahrhundert zum  niederrheinisch-westfälischen Reichskreis gehörte. Der Ort gehörte bis zu den Napoleonischen Kriegen zur Landvogtei Peckelsheim im Hochstift Paderborn. Von 1807 bis 1813 gehörte Fölsen zum Kanton Gehrden im Departement der Fulda des Königreichs Westphalen. 1816 kam Fölsen zum neuen Kreis Warburg in der preußischen Provinz Westfalen, in dem die Gemeinde zunächst zum Amt Gehrden gehörte und um 1870 in das Amt Peckelsheim umgegliedert wurde.
Am 1. Januar 1975 wurde Fölsen durch das Sauerland/Paderborn-Gesetz in die Stadt Willebadessen eingemeindet, die gleichzeitig in den Kreis Höxter wechselte.

## Bauwerke
In der Liste der Baudenkmäler in Willebadessen sind für Fölsen drei Baudenkmale aufgeführt, darunter:
- Die Pfarrkirche St. Johannes Baptist wurde 1746 im barocken Stil errichtet. Gestiftet wurde die Kirche von Engelhard von Bochholtz und Theresa von Asseburg. Die Beichtstühle stammten aus dem 1803 aufgelösten Kloster Dalheim.
- Das ältere Pfarrhaus stammt aus dem Jahr 1697 und ist heute im Privatbesitz.